# Giải bóng đá vô địch quốc gia 2011 (kết quả chi tiết)
Sau đây là kết quả chi tiết Giải bóng đá vô địch quốc gia 2011, có tên chính thức là Giải bóng đá vô địch quốc gia - Eximbank 2011, với 14 câu lạc bộ tham dự:

## Vòng 1
| SHB Đà Nẵng               | 2 – 1    | Hoàng Anh Gia Lai       |
| ------------------------- | -------- | ----------------------- |
| Hernández 74' · Merlo 81' | Chi tiết | Wetende 76' · Sakda 82' |

| Lam Sơn Thanh Hóa                          | 3 – 0    | Hà Nội ACB |
| ------------------------------------------ | -------- | ---------- |
| Omar 51' · Đình Tùng 65' · Quốc Phương 87' | Chi tiết |            |

| Vicem Hải Phòng | 1 – 0    | Khatoco Khánh Hòa |
| --------------- | -------- | ----------------- |
| P. Idehen 74'   | Chi tiết |                   |

| Hà Nội T&T                   | 2 – 1    | Hòa Phát Hà Nội |
| ---------------------------- | -------- | --------------- |
| Ngọc Duy 42' · Gonzalo 90+3' | Chi tiết | Anjembe 84'     |

| Becamex Bình Dương | 1 – 1    | XM The Vissai Ninh Bình |
| ------------------ | -------- | ----------------------- |
| Chí Công 90+3'     | Chi tiết | Gustavo D.S Dourado 83' |

| Navibank Sài Gòn | 0 – 0    | TĐCS Đồng Tháp |
| ---------------- | -------- | -------------- |
|                  | Chi tiết |                |

| Đồng Tâm Long An          | 2 – 2    | Sông Lam Nghệ An           |
| ------------------------- | -------- | -------------------------- |
| D. David 70' · Carlos 87' | Chi tiết | Bryan 36', 65' · Helio 55' |

## Vòng 2
| Hòa Phát Hà Nội              | 3 – 0    | Lam Sơn Thanh Hóa |
| ---------------------------- | -------- | ----------------- |
| Henry 48' · Anjembe 69', 88' | Chi tiết |                   |

| Hà Nội ACB  | 1 – 2    | Hà Nội T&T                         |
| ----------- | -------- | ---------------------------------- |
| Quartey 61' | Chi tiết | Duy Nam 15' · Sesay 19' (lưới nhà) |

| XM The Vissai Ninh Bình | 0 – 0    | Navibank Sài Gòn |
| ----------------------- | -------- | ---------------- |
|                         | Chi tiết |                  |

| TĐCS Đồng Tháp              | 3 – 2    | SHB Đà Nẵng                 |
| --------------------------- | -------- | --------------------------- |
| Kayode 38', 68' · Ajala 65' | Chi tiết | S. Gaston 18' · Dembele 86' |

| Hoàng Anh Gia Lai | 1 – 2    | Becamex Bình Dương        |
| ----------------- | -------- | ------------------------- |
| Quý Sửu 39'       | Chi tiết | Philani 26' · Anh Đức 89' |

| Sông Lam Nghệ An                                | 3 – 1    | Vicem Hải Phòng          |
| ----------------------------------------------- | -------- | ------------------------ |
| Ngọc Anh 23' · Trọng Hoàng 27' · Quang Tình 84' | Chi tiết | Thanh Hải 31' (lưới nhà) |

| Khatoco Khánh Hòa | 1 – 0    | Đồng Tâm Long An |
| ----------------- | -------- | ---------------- |
| Hữu Chương 47'    | Chi tiết |                  |

## Vòng 3
| Hà Nội T&T | 0 – 2    | SHB Đà Nẵng                  |
| ---------- | -------- | ---------------------------- |
|            | Chi tiết | Thanh Hưng 65' · Merlo 90+3' |

| Hà Nội ACB               | 1 – 3    | Hoàng Anh Gia Lai                     |
| ------------------------ | -------- | ------------------------------------- |
| M. Dzigba 81' (lưới nhà) | Chi tiết | R. Goncalves 8' · Việt Cường 44', 54' |

| Becamex Bình Dương               | 1 – 3    | Khatoco Khánh Hòa                                 |
| -------------------------------- | -------- | ------------------------------------------------- |
| Vũ Phong 47' · Quang Thanh 90+4' | Chi tiết | Hữu Chương 35' · Trindade 90+1' · Văn Phong 90+4' |

| XM The Vissai Ninh Bình | 1 – 2    | Đồng Tâm Long An          |
| ----------------------- | -------- | ------------------------- |
| J. Michel 83'           | Chi tiết | D. David 51' · Carlos 74' |

| Navibank Sài Gòn                        | 3 – 1    | Lam Sơn Thanh Hóa |
| --------------------------------------- | -------- | ----------------- |
| Elokan 39' (phạt đền) · Emidio 59', 63' | Chi tiết | Wole 38'          |

| Sông Lam Nghệ An                         | 2 – 1    | Hòa Phát Hà Nội                         |
| ---------------------------------------- | -------- | --------------------------------------- |
| Diego 49' · Bryan 87' · Ngọc Anh 58' 59' | Chi tiết | Anjembe 11' · Ngọc Tú 58' · Anjembe 62' |

| Vicem Hải Phòng | 1 – 1    | TĐCS Đồng Tháp |
| --------------- | -------- | -------------- |
| dos Santos 72'  | Chi tiết | Công Thuận 87' |

## Vòng 4
| Lam Sơn Thanh Hóa                  | 1 – 0    | Hà Nội T&T |
| ---------------------------------- | -------- | ---------- |
| Đình Tùng 85' · Văn Hiển 70' 90+2' | Chi tiết |            |

| Khatoco Khánh Hòa | 1 – 0    | Sông Lam Nghệ An |
| ----------------- | -------- | ---------------- |
| Mạnh Tú 86'       | Chi tiết |                  |

| Hòa Phát Hà Nội               | 2 – 1    | Hà Nội ACB     |
| ----------------------------- | -------- | -------------- |
| O. Olushoha 5' · Đức Thắng 9' | Chi tiết | M. Cantoro 67' |

| Navibank Sài Gòn                               | 3 – 2    | Becamex Bình Dương                      |
| ---------------------------------------------- | -------- | --------------------------------------- |
| Được Em 11' · H. Endene 42' · O. Leandro 45+1' | Chi tiết | Leandro 4' · Chí Công 86' · Leandro 41' |

| SHB Đà Nẵng                    | 2 – 1    | XM The Vissai Ninh Bình |
| ------------------------------ | -------- | ----------------------- |
| S. Gaston 64' · Ngọc Thanh 85' | Chi tiết | A. Adewale 74'          |

| Hoàng Anh Gia Lai                           | 2 – 3    | TĐCS Đồng Tháp                  |
| ------------------------------------------- | -------- | ------------------------------- |
| Evaldo 49' · Wetende 51' · Văn Ngân 68' 82' | Chi tiết | Kayode 42', 78' · Minh Hùng 75' |

| Đồng Tâm Long An | 1 – 1    | Vicem Hải Phòng |
| ---------------- | -------- | --------------- |
| D. David 49'     | Chi tiết | P. Idehen 43'   |

## Vòng 5
| Hòa Phát Hà Nội   | 2 – 0    | Navibank Sài Gòn |
| ----------------- | -------- | ---------------- |
| K. Henry 16', 34' | Chi tiết |                  |

| Lam Sơn Thanh Hóa | 1 – 1    | Vicem Hải Phòng |
| ----------------- | -------- | --------------- |
| Đình Tùng 55'     | Chi tiết | Bật Hiếu 58'    |

| TĐCS Đồng Tháp                    | 3 – 2    | Sông Lam Nghệ An                |
| --------------------------------- | -------- | ------------------------------- |
| S. Kayode 11', 70' · F. Ajala 80' | Chi tiết | Quang Tình 50' · K. Bryan 90+3' |

| SHB Đà Nẵng                                    | 3 – 1    | Hà Nội ACB             |
| ---------------------------------------------- | -------- | ---------------------- |
| K. Dembele 51' · Thanh Hưng 55' · G. Merlo 78' | Chi tiết | E. Eloh 15' (lưới nhà) |

| Khatoco Khánh Hòa | 0 – 1    | XM The Vissai Ninh Bình |
| ----------------- | -------- | ----------------------- |
|                   | Chi tiết | J. Michel 83'           |

| Đồng Tâm Long An | 1 – 2    | Becamex Bình Dương            |
| ---------------- | -------- | ----------------------------- |
| Lê Tostao 72'    | Chi tiết | O. Nwafor 56' · Ngọc Hùng 84' |

| Hoàng Anh Gia Lai                | 4 – 1    | Hà Nội T&T   |
| -------------------------------- | -------- | ------------ |
| Evaldo 25', 71' · Wanga 31', 81' | Chi tiết | Sỹ Cường 37' |

## Vòng 6
| Sông Lam Nghệ An                          | 1 – 0    | SHB Đà Nẵng |
| ----------------------------------------- | -------- | ----------- |
| Helio 42' (phạt đền) · Văn Hoàn 69' 90+3' | Chi tiết | Duy Lam 90' |

| Hà Nội T&T                                         | 4 – 1    | Đồng Tâm Long An |
| -------------------------------------------------- | -------- | ---------------- |
| Sỹ Cường 29' · M. Eduardo 51', 81' · Văn Quyết 90' | Chi tiết | Carlos 58'       |

| Hà Nội ACB          | 2 – 0    | TĐCS Đồng Tháp |
| ------------------- | -------- | -------------- |
| M. Cantoro 37', 59' | Chi tiết |                |

| Navibank Sài Gòn              | 2 – 1    | Khatoco Khánh Hòa |
| ----------------------------- | -------- | ----------------- |
| Quang Hải 50' · H. Endene 51' | Chi tiết | Mustapha 30'      |

| Becamex Bình Dương                    | 4 – 3    | Lam Sơn Thanh Hóa                        |
| ------------------------------------- | -------- | ---------------------------------------- |
| Philani 2', 24' · Lee Nguyễn 16', 35' | Chi tiết | Văn Thắng 13' · Đình Tùng 30' · Fayé 32' |

| XM The Vissai Ninh Bình | 1 – 1    | Hòa Phát Hà Nội |
| ----------------------- | -------- | --------------- |
| Hoàng Max 37'           | Chi tiết | Thanh Vân 35'   |

| Vicem Hải Phòng | 1 – 1    | Hoàng Anh Gia Lai         |
| --------------- | -------- | ------------------------- |
| Đức Thắng 53'   | Chi tiết | Evaldo 43' · Thanh Tú 49' |

## Vòng 7
| Hà Nội ACB                                        | 3 – 3    | Becamex Bình Dương                            |
| ------------------------------------------------- | -------- | --------------------------------------------- |
| Thanh Nguyên 23' · M. Cantoro 72' · Quartey 90+1' | Chi tiết | Vũ Phong 20' · Da Luz 85', 90' · Viết Mẫn 71' |

| TĐCS Đồng Tháp              | 3 – 1    | Hòa Phát Hà Nội        |
| --------------------------- | -------- | ---------------------- |
| Kayode 28', 89' · Ibeji 72' | Chi tiết | Anjembe 33' (phạt đền) |

| SHB Đà Nẵng   | 1 – 1    | Khatoco Khánh Hòa             |
| ------------- | -------- | ----------------------------- |
| S. Gaston 11' | Chi tiết | Tấn Tài 16' · Hoàng Đức 90+2' |

| Hoàng Anh Gia Lai         | 3 – 0    | Đồng Tâm Long An |
| ------------------------- | -------- | ---------------- |
| R. Goncaves 18', 37', 76' | Chi tiết |                  |

| Sông Lam Nghệ An                                                        | 3 – 0    | Lam Sơn Thanh Hóa |
| ----------------------------------------------------------------------- | -------- | ----------------- |
| Helio 50' (phạt đền) · O. Asah 67' · Hồng Việt 85' · Tuấn Anh 33' 90+2' | Chi tiết | Wole 45+1' 50'    |

| Vicem Hải Phòng            | 2 – 0    | Navibank Sài Gòn |
| -------------------------- | -------- | ---------------- |
| Thiago 47' · Đức Dương 53' | Chi tiết |                  |

| Hà Nội T&T         | 2 – 1    | XM The Vissai Ninh Bình |
| ------------------ | -------- | ----------------------- |
| Văn Quyết 41', 61' | Chi tiết | J. Michel 80'           |

## Vòng 8
| Becamex Bình Dương | 1 – 4    | Sông Lam Nghệ An                         |
| ------------------ | -------- | ---------------------------------------- |
| Philani 10'        | Chi tiết | A. Diego 30', 80' · D. Derron 49', 90+2' |

| TĐCS Đồng Tháp                            | 3 – 1    | Hà Nội T&T    |
| ----------------------------------------- | -------- | ------------- |
| Văn Nghĩa 36' · Kayode 42' · G. Ajala 65' | Chi tiết | Văn Quyết 52' |

| Hòa Phát Hà Nội | 1 – 2    | Hoàng Anh Gia Lai              |
| --------------- | -------- | ------------------------------ |
| P. Henrique 77' | Chi tiết | Tăng Tuấn 59' · Anh Tuấn 90+2' |

| Lam Sơn Thanh Hóa                | 3 – 3    | SHB Đà Nẵng                                       |
| -------------------------------- | -------- | ------------------------------------------------- |
| Đình Tùng 57' · P. Omar 67', 80' | Chi tiết | Hernández 18' · S. Gaston 39' · Hoàng Quảng 90+2' |

| XM The Vissai Ninh Bình         | 2 – 0    | Vicem Hải Phòng |
| ------------------------------- | -------- | --------------- |
| Tiến Thành 19' · Việt Thắng 61' | Chi tiết |                 |

| Đồng Tâm Long An | 1 – 1    | Navibank Sài Gòn |
| ---------------- | -------- | ---------------- |
| A. Kassim 32'    | Chi tiết | H. Endene 62'    |

| Khatoco Khánh Hòa       | 1 – 0    | Hà Nội ACB       |
| ----------------------- | -------- | ---------------- |
| Trindade 88' (phạt đền) | Chi tiết | Đức Sang 54' 71' |

## Vòng 9
| Becamex Bình Dương | 1 – 1    | Hà Nội T&T                     |
| ------------------ | -------- | ------------------------------ |
| Leandro 4'         | Chi tiết | Eduardo 53' · Đại Đồng 44' 58' |

| Navibank Sài Gòn | 0 – 1    | Sông Lam Nghệ An |
| ---------------- | -------- | ---------------- |
|                  | Chi tiết | O. Ansah 90+3'   |

| Hòa Phát Hà Nội | 1 – 1    | Vicem Hải Phòng         |
| --------------- | -------- | ----------------------- |
| Timothy 16'     | Chi tiết | Minh Đức 82' (lưới nhà) |

| Lam Sơn Thanh Hóa                     | 3 – 0    | TĐCS Đồng Tháp |
| ------------------------------------- | -------- | -------------- |
| Quang Vinh 42', 47' · Tiến Hoài 90+2' | Chi tiết |                |

| XM The Vissai Ninh Bình | 2 – 0    | Hà Nội ACB |
| ----------------------- | -------- | ---------- |
| Việt Thắng 42', 90+2'   | Chi tiết |            |

| Đồng Tâm Long An | 0 – 3    | SHB Đà Nẵng                         |
| ---------------- | -------- | ----------------------------------- |
|                  | Chi tiết | Ngọc Thanh 32', 54' · S. Gaston 80' |

| Khatoco Khánh Hòa | 2 – 1    | Hoàng Anh Gia Lai |
| ----------------- | -------- | ----------------- |
| Agostinho 5', 75' | Chi tiết | Ngọc Bảo 88'      |

## Vòng 10
| Hà Nội T&T                                                  | 4 – 0    | Navibank Sài Gòn |
| ----------------------------------------------------------- | -------- | ---------------- |
| Gonzalo 49' · Công Vinh 54', 79' (phạt đền) · Văn Quyết 86' | Chi tiết |                  |

| Sông Lam Nghệ An | 1 – 0    | XM The Vissai Ninh Bình |
| ---------------- | -------- | ----------------------- |
| Helio 88'        | Chi tiết |                         |

| Hà Nội ACB           | 3 – 1    | Đồng Tâm Long An |
| -------------------- | -------- | ---------------- |
| Cantoto 2', 53', 59' | Chi tiết | Danny 72'        |

| TĐCS Đồng Tháp          | 2 – 2    | Khatoco Khánh Hòa           |
| ----------------------- | -------- | --------------------------- |
| Hammed 17' · Kayode 88' | Chi tiết | Văn Hoán 6' · Agostinho 43' |

| SHB Đà Nẵng                   | 2 – 0    | Hòa Phát Hà Nội |
| ----------------------------- | -------- | --------------- |
| Hernández 10' · S. Gaston 12' | Chi tiết |                 |

| Hoàng Anh Gia Lai          | 2 – 2    | Lam Sơn Thanh Hóa                 |
| -------------------------- | -------- | --------------------------------- |
| Evaldo 31' (phạt đền), 80' | Chi tiết | C. Emmanuel 45+1' · Đình Tùng 63' |

| Vicem Hải Phòng     | 2 – 2    | Becamex Bình Dương           |
| ------------------- | -------- | ---------------------------- |
| dos Santos 20', 50' | Chi tiết | Leandro 37' · Vũ Phong 90+2' |

## Vòng 11
| Vicem Hải Phòng | 1 – 3    | Hà Nội T&T                                 |
| --------------- | -------- | ------------------------------------------ |
| Thiago 64'      | Chi tiết | Gonzalo 5' · Công Vinh 36' · Cristiano 72' |

| Hòa Phát Hà Nội | 0 – 1    | Đồng Tâm Long An |
| --------------- | -------- | ---------------- |
|                 | Chi tiết | Danny 42'        |

| Lam Sơn Thanh Hóa                 | 1 – 0    | Khatoco Khánh Hòa |
| --------------------------------- | -------- | ----------------- |
| Đình Tùng 3' · Quang Vinh 56' 87' | Chi tiết |                   |

| TĐCS Đồng Tháp                            | 2 – 0    | XM The Vissai Ninh Bình |
| ----------------------------------------- | -------- | ----------------------- |
| Felix 16' · Công Thuận 90+1' · Kayode 28' | Chi tiết | Vissai 28' 89'          |

| SHB Đà Nẵng    | 1 – 1    | Becamex Bình Dương |
| -------------- | -------- | ------------------ |
| Ngọc Thanh 46' | Chi tiết | Nwafor 27'         |

| Hoàng Anh Gia Lai | 1 – 1    | Navibank Sài Gòn |
| ----------------- | -------- | ---------------- |
| Wanga 45'         | Chi tiết | Khánh Lâm 90+3'  |

| Sông Lam Nghệ An | 2 – 0    | Hà Nội ACB |
| ---------------- | -------- | ---------- |
| Fagan 12', 80'   | Chi tiết |            |

## Vòng 12
| Hà Nội T&T | 0 – 0    | Sông Lam Nghệ An |
| ---------- | -------- | ---------------- |
|            | Chi tiết |                  |

| Hà Nội ACB                                                                            | 5 – 0    | Vicem Hải Phòng   |
| ------------------------------------------------------------------------------------- | -------- | ----------------- |
| Quartey 30' · Xuân Thành 44' · Cantoro 50' · Thành Lương 64' · Machuca 89' (phạt đền) | Chi tiết | Hữu Tường 75' 85' |

| Becamex Bình Dương | 0 – 0    | TĐCS Đồng Tháp           |
| ------------------ | -------- | ------------------------ |
| Chí Công 44' 79'   | Chi tiết | Văn Ngân 37' · Felix 44' |

| XM The Vissai Ninh Bình                     | 3 – 0    | Hoàng Anh Gia Lai |
| ------------------------------------------- | -------- | ----------------- |
| Farias 40' · Việt Thắng 59' · Gustavo 90+2' | Chi tiết |                   |

| Navibank Sài Gòn                    | 3 – 3    | SHB Đà Nẵng                     |
| ----------------------------------- | -------- | ------------------------------- |
| Kirizestom 18' · Duy Khanh 19', 62' | Chi tiết | Minh Phương 8' · Merlo 46', 81' |

| Đồng Tâm Long An | 0 – 3    | Lam Sơn Thanh Hóa                   |
| ---------------- | -------- | ----------------------------------- |
|                  | Chi tiết | Văn Hiển 43' · C. Emmanuel 58', 71' |

| Khatoco Khánh Hòa              | 1 – 1    | Hòa Phát Hà Nội           |
| ------------------------------ | -------- | ------------------------- |
| Petronil 53' · Tấn Tài 74' 82' | Chi tiết | Anjembe 64' · Anjembe 79' |

## Vòng 13
| Hoàng Anh Gia Lai | 0 – 1    | Sông Lam Nghệ An           |
| ----------------- | -------- | -------------------------- |
|                   | Chi tiết | Hodges 63' · Helio 26' 67' |

| Hòa Phát Hà Nội             | 2 – 1    | Becamex Bình Dương |
| --------------------------- | -------- | ------------------ |
| Đức Thắng 38' · Issac 45+1' | Chi tiết | Đức Tài 64'        |

| Lam Sơn Thanh Hóa  | 3 – 1    | XM The Vissai Ninh Bình     |
| ------------------ | -------- | --------------------------- |
| Omar 34', 39', 86' | Chi tiết | Việt Thắng 18' · Vissai 42' |

| Navibank Sài Gòn                       | 5 – 0    | Hà Nội ACB |
| -------------------------------------- | -------- | ---------- |
| Emidio 19', 22', 36', 68' · Endene 65' | Chi tiết |            |

| SHB Đà Nẵng                                  | 3 – 1    | Vicem Hải Phòng |
| -------------------------------------------- | -------- | --------------- |
| S. Gaston 33' · Dembele 62' · Ngọc Thanh 85' | Chi tiết | dos Santos 58'  |

| Đồng Tâm Long An | 1 – 1    | TĐCS Đồng Tháp |
| ---------------- | -------- | -------------- |
| A. Kassim 16'    | Chi tiết | Hammed 63'     |

| Khatoco Khánh Hòa | 1 – 0    | Hà Nội T&T     |
| ----------------- | -------- | -------------- |
| Đình Việt 58'     | Chi tiết | P. Tavares 29' |

## Vòng 14
| Hà Nội ACB                         | 3 – 2    | Hòa Phát Hà Nội       |
| ---------------------------------- | -------- | --------------------- |
| Cantoro 19', 29' · Thành Lương 41' | Chi tiết | Henry 64' · Isaac 72' |

| Hà Nội T&T | 0 – 0    | Lam Sơn Thanh Hóa |
| ---------- | -------- | ----------------- |
|            | Chi tiết |                   |

| Becamex Bình Dương                               | 3 – 1    | Navibank Sài Gòn |
| ------------------------------------------------ | -------- | ---------------- |
| Leandro 4' · Philani 6', 15' · Hữu Thắng 28' 30' | Chi tiết | Được Em 75'      |

| XM The Vissai Ninh Bình | 0 – 4    | SHB Đà Nẵng                                    |
| ----------------------- | -------- | ---------------------------------------------- |
|                         | Chi tiết | Merlo 36', 46' · Hernández 45+3' · Dembele 79' |

| TĐCS Đồng Tháp | 1 – 1    | Hoàng Anh Gia Lai |
| -------------- | -------- | ----------------- |
| Văn Nghĩa 9'   | Chi tiết | Tăng Tuấn 23'     |

| Sông Lam Nghệ An                                         | 4 – 0    | Khatoco Khánh Hòa |
| -------------------------------------------------------- | -------- | ----------------- |
| Bryan 24', 79' · Trọng Hoàng 69' (phạt đền) · Hodges 90' | Chi tiết |                   |

| Vicem Hải Phòng | 0 – 0    | Đồng Tâm Long An |
| --------------- | -------- | ---------------- |
| Quang Huy 75'   | Chi tiết |                  |

## Vòng 15
| Hòa Phát Hà Nội              | 2 – 0    | Hà Nội T&T |
| ---------------------------- | -------- | ---------- |
| Henrique 8' · Olushola 90+4' | Chi tiết |            |

| Hà Nội ACB                     | 2 – 1    | Lam Sơn Thanh Hóa |
| ------------------------------ | -------- | ----------------- |
| Thành Lương 75' · Đức Sang 85' | Chi tiết | C. Emmanuel 90'   |

| XM The Vissai Ninh Bình            | 2 – 1    | Becamex Bình Dương |
| ---------------------------------- | -------- | ------------------ |
| Bakel 31' (lưới nhà) · Dourado 37' | Chi tiết | Philani 86'        |

| TĐCS Đồng Tháp | 0 – 2    | Navibank Sài Gòn               |
| -------------- | -------- | ------------------------------ |
|                | Chi tiết | Được Em 32' · Long Giang 90+3' |

| Hoàng Anh Gia Lai | 1 – 0    | SHB Đà Nẵng |
| ----------------- | -------- | ----------- |
| Thái Dương 3'     | Chi tiết |             |

| Sông Lam Nghệ An | 1 – 0    | Đồng Tâm Long An |
| ---------------- | -------- | ---------------- |
| Bryan 7'         | Chi tiết | Minh Thông 30'   |

| Khatoco Khánh Hòa | 0 – 2    | Vicem Hải Phòng                          |
| ----------------- | -------- | ---------------------------------------- |
| Công Quốc 31' 71' | Chi tiết | Duy Quang 81' (lưới nhà) · Đức Thắng 85' |

## Vòng 16
| Lam Sơn Thanh Hóa             | 3 – 1    | Hòa Phát Hà Nội             |
| ----------------------------- | -------- | --------------------------- |
| Fayé 36', 53' · Đình Tùng 42' | Chi tiết | Henry 77' · Ngọc Tú 55' 89' |

| Hà Nội T&T                                        | 3 – 1    | Hà Nội ACB  |
| ------------------------------------------------- | -------- | ----------- |
| Gonzalo 9' · Thiery 39' (lưới nhà) · Sỹ Cường 90' | Chi tiết | Machuca 61' |

| Navibank Sài Gòn                 | 3 – 0    | XM The Vissai Ninh Bình |
| -------------------------------- | -------- | ----------------------- |
| Endene 32', 68' · Kirizestom 73' | Chi tiết |                         |

| SHB Đà Nẵng                 | 2 – 1    | TĐCS Đồng Tháp |
| --------------------------- | -------- | -------------- |
| Hernández 33' · Dembele 86' | Chi tiết | Kayode 32'     |

| Becamex Bình Dương         | 2 – 2    | Hoàng Anh Gia Lai           |
| -------------------------- | -------- | --------------------------- |
| Vũ Phong 25' · Philani 61' | Chi tiết | Anh Tuấn 22' · Benjamin 78' |

| Vicem Hải Phòng | 1 – 0    | Sông Lam Nghệ An |
| --------------- | -------- | ---------------- |
| Netto 61'       | Chi tiết |                  |

| Đồng Tâm Long An                      | 2 – 1    | Khatoco Khánh Hòa |
| ------------------------------------- | -------- | ----------------- |
| Carlos 45' · Tostao 65' · Danny 90+4' | Chi tiết | Petronil 17'      |

## Vòng 17
| Hoàng Anh Gia Lai                                             | 6 – 1    | Hà Nội ACB      |
| ------------------------------------------------------------- | -------- | --------------- |
| Tăng Tuấn 19', 39', 58' · Hoàng Thiên 24' · Evaldo 45+1', 61' | Chi tiết | Thành Lương 35' |

| Lam Sơn Thanh Hóa         | 2 – 0    | Navibank Sài Gòn |
| ------------------------- | -------- | ---------------- |
| Fayé 4' · C. Emmanuel 11' | Chi tiết |                  |

| SHB Đà Nẵng | 1 – 3    | Hà Nội T&T                                           |
| ----------- | -------- | ---------------------------------------------------- |
| Merlo 7'    | Chi tiết | Gonzalo 10' · Công Vinh 34' (phạt đền) · Duy Nam 62' |

| Khatoco Khánh Hòa | 0 – 2    | Becamex Bình Dương       |
| ----------------- | -------- | ------------------------ |
|                   | Chi tiết | Anh Đức 4' · Philani 40' |

| Đồng Tâm Long An        | 2 – 2    | XM The Vissai Ninh Bình      |
| ----------------------- | -------- | ---------------------------- |
| Kassim 40' · Carlos 64' | Chi tiết | Dourado 34' · Việt Thắng 90' |

| Hòa Phát Hà Nội                                                              | 2 – 1    | Sông Lam Nghệ An     |
| ---------------------------------------------------------------------------- | -------- | -------------------- |
| Anjembe 54' (phạt đền), 67' (phạt đền) · Thanh Vân 29' 65' · Anjembe 72' 78' | Chi tiết | Helio 64' (phạt đền) |

| TĐCS Đồng Tháp    | 2 – 0    | Vicem Hải Phòng |
| ----------------- | -------- | --------------- |
| Kayode 26', 90+3' | Chi tiết | Aniekan 55' 80' |

## Vòng 18
| Hà Nội ACB                    | 2 – 1    | Navibank Sài Gòn |
| ----------------------------- | -------- | ---------------- |
| Thành Lương 34' · Cantoro 89' | Chi tiết | Quang Hải 69'    |

| Becamex Bình Dương        | 2 – 1    | Hòa Phát Hà Nội |
| ------------------------- | -------- | --------------- |
| Leandro 51' · Anh Đức 67' | Chi tiết | Henry 38'       |

| XM The Vissai Ninh Bình                     | 2 – 2    | Lam Sơn Thanh Hóa        |
| ------------------------------------------- | -------- | ------------------------ |
| Hoàng Đảm 14' · Dourado 90' · Hoàng Max 29' | Chi tiết | Văn Thắng 26' · Fayé 51' |

| Vicem Hải Phòng | 1 – 1    | SHB Đà Nẵng   |
| --------------- | -------- | ------------- |
| Đức Dương 28'   | Chi tiết | Ngọc Thanh 7' |

| Sông Lam Nghệ An                                           | 2 – 2    | Hoàng Anh Gia Lai |
| ---------------------------------------------------------- | -------- | ----------------- |
| Fagan 41' · Tuấn Mạnh 87' (lưới nhà) · Hoàng Thịnh 11' 88' | Chi tiết | Evaldo 16', 90+2' |

| TĐCS Đồng Tháp | 1 – 2    | Đồng Tâm Long An            |
| -------------- | -------- | --------------------------- |
| Ajala 9'       | Chi tiết | Carlos 10' · Thanh Bình 50' |

| Hà Nội T&T    | 1 – 1    | Khatoco Khánh Hòa |
| ------------- | -------- | ----------------- |
| Công Vinh 35' | Chi tiết | Petronil 20'      |

## Vòng 19
| Hà Nội T&T                                                        | 6 – 2    | Hoàng Anh Gia Lai                     |
| ----------------------------------------------------------------- | -------- | ------------------------------------- |
| Tavares 31', 40', 58' · Gonzalo 61' · Công Vinh 78' · Duy Nam 83' | Chi tiết | Evaldo 87' (phạt đền) · Tăng Tuấn 89' |

| Navibank Sài Gòn                | 2 – 0    | Hòa Phát Hà Nội |
| ------------------------------- | -------- | --------------- |
| Long Giang 52' · Kirizestom 86' | Chi tiết | Anjembe 21'     |

| Vicem Hải Phòng               | 2 – 1    | Lam Sơn Thanh Hóa          |
| ----------------------------- | -------- | -------------------------- |
| Bật Hiếu 71' · dos Santos 89' | Chi tiết | Gilmar 60' · Đình Tùng 61' |

| Sông Lam Nghệ An                                                         | 6 – 2    | TĐCS Đồng Tháp                     |
| ------------------------------------------------------------------------ | -------- | ---------------------------------- |
| Diego 8', 46' · Hodges 18', 55', 67' · Helio 33' (phạt đền) · Sơn Hà 82' | Chi tiết | Olaleye 83' (phạt đền) · Ajala 88' |

| Hà Nội ACB       | 2 – 1    | SHB Đà Nẵng            |
| ---------------- | -------- | ---------------------- |
| Cantoro 15', 38' | Chi tiết | Dembele 50' (phạt đền) |

| Becamex Bình Dương                    | 2 – 1    | Đồng Tâm Long An |
| ------------------------------------- | -------- | ---------------- |
| Da Luz 51' (phạt đền), 78' (phạt đền) | Chi tiết | Tostao 90'       |

| XM The Vissai Ninh Bình | 1 – 0    | Khatoco Khánh Hòa |
| ----------------------- | -------- | ----------------- |
| Dourado 27'             | Chi tiết | Tấn Đạt 33' 90+1' |

## Vòng 20
| Đồng Tâm Long An | 0 – 2    | Hà Nội T&T                 |
| ---------------- | -------- | -------------------------- |
|                  | Chi tiết | Gonzalo 6' · Công Vinh 80' |

| TĐCS Đồng Tháp                  | 3 – 0    | Hà Nội ACB |
| ------------------------------- | -------- | ---------- |
| Kayode 26', 68' · Văn Nghĩa 47' | Chi tiết |            |

| Khatoco Khánh Hòa              | 1 – 1    | Navibank Sài Gòn |
| ------------------------------ | -------- | ---------------- |
| Ansah 51' · M. Trinidade 90+6' | Chi tiết | Joseph 65'       |

| Lam Sơn Thanh Hóa       | 4 – 1    | Becamex Bình Dương                 |
| ----------------------- | -------- | ---------------------------------- |
| Omar 17', 31', 35', 82' | Chi tiết | Minh Chuyên 46' · Viết Mẫn 11' 60' |

| Hòa Phát Hà Nội              | 2 – 1    | XM The Vissai Ninh Bình |
| ---------------------------- | -------- | ----------------------- |
| O. Olushola 5' · Henry 90+3' | Chi tiết | Adewale 90+1'           |

| SHB Đà Nẵng                               | 3 – 1    | Sông Lam Nghệ An              |
| ----------------------------------------- | -------- | ----------------------------- |
| Minh Phương 21' · Dembele 44' · Merlo 67' | Chi tiết | Hồng Việt 86' · Helio 49' 50' |

| Hoàng Anh Gia Lai                            | 4 – 2    | Vicem Hải Phòng               |
| -------------------------------------------- | -------- | ----------------------------- |
| Benzamin 5' · Evaldo 25', 62' · Anh Tuấn 39' | Chi tiết | Hữu Phước 30' · Đức Thắng 70' |

## Vòng 21
| XM The Vissai Ninh Bình     | 1 – 1    | Hà Nội T&T  |
| --------------------------- | -------- | ----------- |
| Gustavo 52' · Hữu Quang 90' | Chi tiết | Gonzalo 14' |

| Becamex Bình Dương            | 2 – 0    | Hà Nội ACB          |
| ----------------------------- | -------- | ------------------- |
| Quang Thanh 63' · Anh Đức 83' | Chi tiết | Quốc Hiền 45+1' 65' |

| Hòa Phát Hà Nội | 1 – 1    | TĐCS Đồng Tháp |
| --------------- | -------- | -------------- |
| Henry 40'       | Chi tiết | Kayode 19'     |

| Khatoco Khánh Hòa                                 | 2 – 1    | SHB Đà Nẵng                       |
| ------------------------------------------------- | -------- | --------------------------------- |
| Petronilo 4' · M. Essuman 55' · Hoàng Đức 56' 78' | Chi tiết | Hernández 26' · Dembele 45' 90+2' |

| Đồng Tâm Long An                                      | 4 – 3    | Hoàng Anh Gia Lai               |
| ----------------------------------------------------- | -------- | ------------------------------- |
| Quốc Huân 3' · Kassim 69' · Danny 71' · Antonio 90+3' | Chi tiết | Evaldo 28' (phạt đền), 45', 57' |

| Lam Sơn Thanh Hóa       | 2 – 3    | Sông Lam Nghệ An                |
| ----------------------- | -------- | ------------------------------- |
| Công Huy 23' · Omar 45' | Chi tiết | Hodges 3', 65' · Quang Tình 85' |

| Navibank Sài Gòn           | 2 – 0    | Vicem Hải Phòng |
| -------------------------- | -------- | --------------- |
| Long Giang 1' · Vincent 9' | Chi tiết |                 |

## Vòng 22
| Hà Nội T&T                                                               | 7 – 1    | TĐCS Đồng Tháp |
| ------------------------------------------------------------------------ | -------- | -------------- |
| Văn Quyết 4', 12', 86' · Gonzalo 19' · Công Vinh 33', 88' · Ngọc Duy 45' | Chi tiết | Thanh Hiền 89' |

| SHB Đà Nẵng | 0 – 0    | Lam Sơn Thanh Hóa |
| ----------- | -------- | ----------------- |
|             | Chi tiết |                   |

| Sông Lam Nghệ An | 0 – 1    | Becamex Bình Dương |
| ---------------- | -------- | ------------------ |
|                  | Chi tiết | Veloso 16'         |

| Vicem Hải Phòng                     | 2 – 3    | XM The Vissai Ninh Bình    |
| ----------------------------------- | -------- | -------------------------- |
| Dos Santos 69', 90' · Minh Châu 66' | Chi tiết | Dourado 9', 60' · Mota 77' |

| Navibank Sài Gòn | 0 – 1    | Đồng Tâm Long An             |
| ---------------- | -------- | ---------------------------- |
|                  | Chi tiết | Carlos 35' · Danny 12' 90+2' |

| Hoàng Anh Gia Lai | 1 – 1    | Hòa Phát Hà Nội             |
| ----------------- | -------- | --------------------------- |
| Việt Cường 79'    | Chi tiết | Olushola 50' · Olushola 88' |

| Hà Nội ACB     | 1 – 0    | Khatoco Khánh Hòa |
| -------------- | -------- | ----------------- |
| T. Ngalaha 67' | Chi tiết |                   |

## Vòng 23
| Hà Nội T&T                  | 2 – 2    | Becamex Bình Dương        |
| --------------------------- | -------- | ------------------------- |
| Văn Quyết 66' · Gonzalo 89' | Chi tiết | Leandro 36' · Anh Đức 59' |

| TĐCS Đồng Tháp            | 2 – 0    | Lam Sơn Thanh Hóa |
| ------------------------- | -------- | ----------------- |
| Văn Nghĩa 32' · Felix 38' | Chi tiết |                   |

| Hà Nội ACB                                      | 2 – 3    | XM The Vissai Ninh Bình          |
| ----------------------------------------------- | -------- | -------------------------------- |
| Lucas 26' · Thanh Nguyên 82' · Đức Tuấn 48' 84' | Chi tiết | Gustavo 14', 55' · Văn Thông 80' |

| Sông Lam Nghệ An                        | 3 – 1    | Navibank Sài Gòn           |
| --------------------------------------- | -------- | -------------------------- |
| Helio 14' · Trọng Hoàng 54' · Fagan 64' | Chi tiết | Huy Hoàng 90+2' (lưới nhà) |

| Hoàng Anh Gia Lai | 1 – 0    | Khatoco Khánh Hòa |
| ----------------- | -------- | ----------------- |
| Tăng Tuấn 90'     | Chi tiết | Thanh Hùng        |

| Vicem Hải Phòng               | 2 – 1    | Hòa Phát Hà Nội                 |
| ----------------------------- | -------- | ------------------------------- |
| Thiago 44', 85' · Văn Nam 89' | Chi tiết | Anjembe 59' · Đình Hưng 76' 79' |

| SHB Đà Nẵng                | 2 – 0    | Đồng Tâm Long An |
| -------------------------- | -------- | ---------------- |
| Merlo 10' · Ngọc Thanh 86' | Chi tiết |                  |

## Vòng 24
| Navibank Sài Gòn           | 2 – 4    | Hà Nội T&T                                     |
| -------------------------- | -------- | ---------------------------------------------- |
| Francois 3' · Quang Hải 9' | Chi tiết | Tavares 50' · Gonzalo 60', 64' · Cristiano 62' |

| Khatoco Khánh Hòa                       | 4 – 1    | TĐCS Đồng Tháp |
| --------------------------------------- | -------- | -------------- |
| Đình Việt 25', 49', 63' · Trinidade 84' | Chi tiết | Văn Nghĩa 79'  |

| Lam Sơn Thanh Hóa          | 2 – 2    | Hoàng Anh Gia Lai         |
| -------------------------- | -------- | ------------------------- |
| Sunday 20' · Văn Thắng 69' | Chi tiết | Allan 76' · Tăng Tuấn 78' |

| XM The Vissai Ninh Bình                  | 3 – 1    | Sông Lam Nghệ An |
| ---------------------------------------- | -------- | ---------------- |
| Mota 45+1' · Gustavo 66' · Hoàng Max 78' | Chi tiết | Quang Tình 90+2' |

| Đồng Tâm Long An                     | 3 – 1    | Hà Nội ACB |
| ------------------------------------ | -------- | ---------- |
| Anh Duy 25' · Kassim 54' · Danny 59' | Chi tiết | Lucas 61'  |

| Hòa Phát Hà Nội  | 2 – 4    | SHB Đà Nẵng                          |
| ---------------- | -------- | ------------------------------------ |
| Anjembe 44', 72' | Chi tiết | Quốc Anh 21' · Merlo 45+1', 53', 63' |

| Becamex Bình Dương | 0 – 1    | Vicem Hải Phòng |
| ------------------ | -------- | --------------- |
|                    | Chi tiết | Aniekan 52'     |

## Vòng 25
| Đồng Tâm Long An         | 2 – 3    | Hòa Phát Hà Nội                                       |
| ------------------------ | -------- | ----------------------------------------------------- |
| Kassim 31' · Antonio 45' | Chi tiết | Henrique 34' · Anjembe 38' (phạt đền) · Đức Thắng 63' |

| Khatoco Khánh Hòa                                               | 4 – 2    | Lam Sơn Thanh Hóa                              |
| --------------------------------------------------------------- | -------- | ---------------------------------------------- |
| Agostinho 19' · Ngọc Điểu 30' · Đình Việt 44' · M. Trindade 77' | Chi tiết | Đình Tùng 83' · C. Emmanuel 85' · Wole 28' 43' |

| XM The Vissai Ninh Bình                | 2 – 0    | TĐCS Đồng Tháp |
| -------------------------------------- | -------- | -------------- |
| Gustavo 69' (phạt đền) · Văn Thành 84' | Chi tiết |                |

| Becamex Bình Dương | 1 – 1    | SHB Đà Nẵng |
| ------------------ | -------- | ----------- |
| Veloso 2'          | Chi tiết | Merlo 45+2' |

| Navibank Sài Gòn  | 2 – 1    | Hoàng Anh Gia Lai |
| ----------------- | -------- | ----------------- |
| Quang Hải 3', 42' | Chi tiết | Samura 88'        |

| Hà Nội T&T    | 1 – 0    | Vicem Hải Phòng |
| ------------- | -------- | --------------- |
| Công Vinh 69' | Chi tiết |                 |

| Hà Nội ACB                                      | 2 – 3    | Sông Lam Nghệ An                                      |
| ----------------------------------------------- | -------- | ----------------------------------------------------- |
| Thành Lương 8' · Lucas 90+2' · Xuân Nam 51' 60' | Chi tiết | Văn Bình 19' · Helio 61' (phạt đền) · Trọng Hoàng 76' |

## Vòng 26
| Sông Lam Nghệ An | 1 – 1    | Hà Nội T&T    |
| ---------------- | -------- | ------------- |
| Fagan 5'         | Chi tiết | Hồng Minh 64' |

| Vicem Hải Phòng          | 2 – 2    | Hà Nội ACB                                  |
| ------------------------ | -------- | ------------------------------------------- |
| Đức Dương 17' · Okon 62' | Chi tiết | Tuấn Hiệp 22' · Văn Tân 81' · Sesay 27' 44' |

| TĐCS Đồng Tháp           | 2 – 0    | Becamex Bình Dương |
| ------------------------ | -------- | ------------------ |
| Felix 1' · Văn Nghĩa 11' | Chi tiết |                    |

| Hoàng Anh Gia Lai     | 2 – 3    | XM The Vissai Ninh Bình               |
| --------------------- | -------- | ------------------------------------- |
| Việt Cường 42', 90+1' | Chi tiết | Mạnh Dũng 2' · Mota 14' · Gustavo 81' |

| SHB Đà Nẵng                                     | 2 – 2    | Navibank Sài Gòn                      |
| ----------------------------------------------- | -------- | ------------------------------------- |
| Thanh Hưng 57' · Merlo 87' · Phước Vĩnh 60' 72' | Chi tiết | Joseph 12', 21' · Văn Hải 90+2' 90+4' |

| Lam Sơn Thanh Hóa | 1 – 2    | Đồng Tâm Long An       |
| ----------------- | -------- | ---------------------- |
| Sunday 37'        | Chi tiết | Danny 13' · Kassim 32' |

| Hòa Phát Hà Nội                        | 4 – 1    | Khatoco Khánh Hòa        |
| -------------------------------------- | -------- | ------------------------ |
| Anjembe 7', 67', 78' · Thanh Trung 62' | Chi tiết | Agostinho 82' (phạt đền) |